# Râul Darling
Darling este un râu cu lungimea de 2.739 km, fiind cel mai lung râu din Australia. El se varsă la Wentworth, în fluviul Murray, care la rândul său se varsă în Oceanul Indian. Darling și Murray izvorăsc din versantul de vest al munților Great Dividing Range și apoi curg cu meandre și diferențe de nivel relativ mici (6-14 cm/km) prin prerie spre vest și sud. Seceta periodică face ca fluviul să se transforme în perioada aridă într-un șirag de bălți, iar în perioada ploioasă să inunde suprafețe imense de teren, perioadă în care fluviul atinge 12 m adâncime și 80 km lățime. În prezent devine o problemă serioasă eroziunea și creșterea salinității apei.